# 蒂氏南鰍
蒂氏南鰍（學名：Schistura tizardi）為輻鰭魚綱鯉形目條鰍科南鰍屬的其中一種。分布於亞洲寮國Xe Kong流域，體長可達4.9公分，棲息在河川底層水域，生活習性不明。

## 扩展阅读
維基物種上的相關：蒂氏南鰍